# Syzygium bartonii
Syzygium bartonii là một loài thực vật có hoa trong Họ Đào kim nương. Loài này được (F.M.Bailey) Merr. & L.M.Perry miêu tả khoa học đầu tiên năm 1942.